# 도라에몽: 미래에서 온 고양이 로봇
도라에몽: 미래에서 온 고양이 로봇(영어: Doraemon: Gadget Cat from the Future 도라에몽: 개짓 캣 프롬 더 퓨처[*])는 도라에몽의 미국판이며 2014년 7월 7일부터 디즈니 XD에서 방영하기 시작했다. 현재 2개의 시즌과 52개의 에피소드가 있다.

## 개요
미국에서는 1985년에 CNN의 테드 터너가 50화분의 방영권 계약을 맺었지만 오랫동안 방영이 실현되지 않았다. 그러다가 2014년 7월부터 월트 디즈니 컴퍼니의 어린이 채널인 디즈니 XD에서 방송이 시작되었다. 이 미국 방송판은 단순한 더빙판이 아닌 TV 애니메이션 제2작2기를 베이스로 해 현지의 문화 및 생활 습관에 맞게 여러 가지가 다양하게 바뀐 로컬라이즈판이다. 무대를 일본에서 미국의 한 가상의 장소로 바꾸는 등 설정이 크게 변경되거나 일본적인 문물을 미국 현지인들에게 익숙하게 고치기 위해 이미지를 매우 섬세하게 가공하기도 한다. 또한 폭력적인 영상과 성적 묘사(자이언의 난폭한 행위 및 시즈카의 목욕 장면 등)는 삭제되고 픽션 작품 속에서도 건강한 식생활을 이탈해서는 안된다는 규정에 따라 간식도 도라야키나 과자 대신 과일로 바뀌고 노비타가 땅콩 던져 먹기를 하는 장면도 삭제되는 등 그 외에도 미국의 어린이 프로그램 방영 기준에 맞게 수정이 이루어졌다. 일본에서는 2014년 7월부터 8월에 걸쳐 행해진 이벤트 《TV 아사히 · 롯폰기 힐즈 여름 축제 SUMMER STATION》에서 일본어 자막판으로 공개 상영하는 것을 거쳐 2016년 2월 1일부터 디즈니 채널에서 《Doraemon》이라는 제목으로 일본어 더빙판 방송을 시작을 했다.

## 바뀐 등장인물의 이름
- 도라에몽 - 도라에몽(Doraemon)
- 노비 노비타 - 노비 노비(Noby Nobi)
- 호네카와 스네오 - 스니취(Sneech)
- 고다 타케시 - 빅 G. (Big G.)
- 자이코 - 리틀 G. (Little G.)
- 노비 세와시 - 소비(Soby)
- 미나모토 시즈카 - 스에(Sue)
- 데키스기 히데토시 - 에이스(Ace)
- 노비 타마코 - 타미 노비(Tammy Nobi)
- 노비 노비스케 - 토비 노비(Toby Nobi)
- 무쿠 - 포크 찹(Pork Chop)
- 미니도라 - 미니 도라에몽(Mini-Doraemon)

## 목소리 출연
- 도라에몽 - 모나 마셜
- 노비타 - 조니 용 보시
- 시즈카 - 커샌드라 모리스
- 자이언 - 카이지 탕
- 스네오 - 브라이언 비콕
- 자이코 - 미나에 노지
- 노비타의 모친 - 마리 데본
- 노비타의 부친 - 토니 올리버
- 무쿠 - 안토니 한센
- 미니도라 - 크리스티나 발렌주엘라

## 변경 사항
- 주제가가 변경되었다.[2]
- 배경이 일본 도쿄도 네리마구가 아닌 미국의 한 가상의 장소이다.
- 오므라이스는 펜케이크로 변경되었다.
- 노비타가 우는 장면에서 눈물이 삭제되었다.
- 젓가락은 포크로 변경되었다.
- 엔(¥)은 달러($)로 변경되었다.
- 시험에서 틀린 장면은 v가 아닌 x로 표시되었고 0점짜리 시험지에는 F[3]가 추가되었다.
- 일본어로 된 슬로건은 영어로 변경되었다. (ex. 倖田商店 → Goda's Goods)
- 노비타의 간식이 과일로 대체되었다.
- 도라에몽을 너구리로 오해하는 원작판과 달리 미국에서는 도라에몽을 물개(seal)로 오해한다.
- 도라에몽이 도라야끼를 먹는 장면이 적게 나온다.
- 군고구마 트럭은 팝콘 트럭으로 변경되었다.

## 비밀도구
이 문단에서는 비밀도구의 명칭에 대해 기술한다.
- 도라야키는 맛있는 빵(Yummy Buns)으로 변경되었다.
- 어디로든 문은 아무데나 문(Anywhere Door)으로 변경되었다.[4]
- 비밀도구는 홉터(Hopter)으로 변경되었다.
- 통역 곤약은 번역 껌(Translation Gummy)으로 변경되었다.
- 대나무 헬리콥터는 머리에 붙이면 어디든지 날수 있는 도구이다.

## 에피소드

### 시리즈 보기
| 시즌 | 시즌  | 에피소드 | 방영일 (미국)   | 방영일 (미국)   |
| 시즌 | 시즌  | 에피소드 | 첫 방송일       | 최종회 방송일   |
| ---- | ----- | -------- | --------------- | --------------- |
|      | 시즌1 | 26       | 2014년 7월 7일  | 2014년 8월 29일 |
|      | 시즌2 | 26       | 2015년 6월 15일 | 2015년 9월 1일  |

## 같이 보기
- 도라에몽 (2005년 애니메이션)
- 도라에몽
- 도라에몽의 등장인물